# Великоніг строкатий
Великоніг строкатий (Leipoa ocellata) — вид куроподібних птахів родини великоногових (Megapodiidae).

## Поширення
Ендемік Австралії. Історично ареал виду займав всю південну частину материка. Зараз його ареал дуже фрагментарний, у багатьох місцях птах зник. Живе в посушливих або напівпосушливих регіонах із заростями акації та евкаліпта.

## Опис
Великий птах, завдовжки близько 60 см. Оперення рябе, коричнево-сіре з великою чорною смугою на горлі.

## Спосіб життя

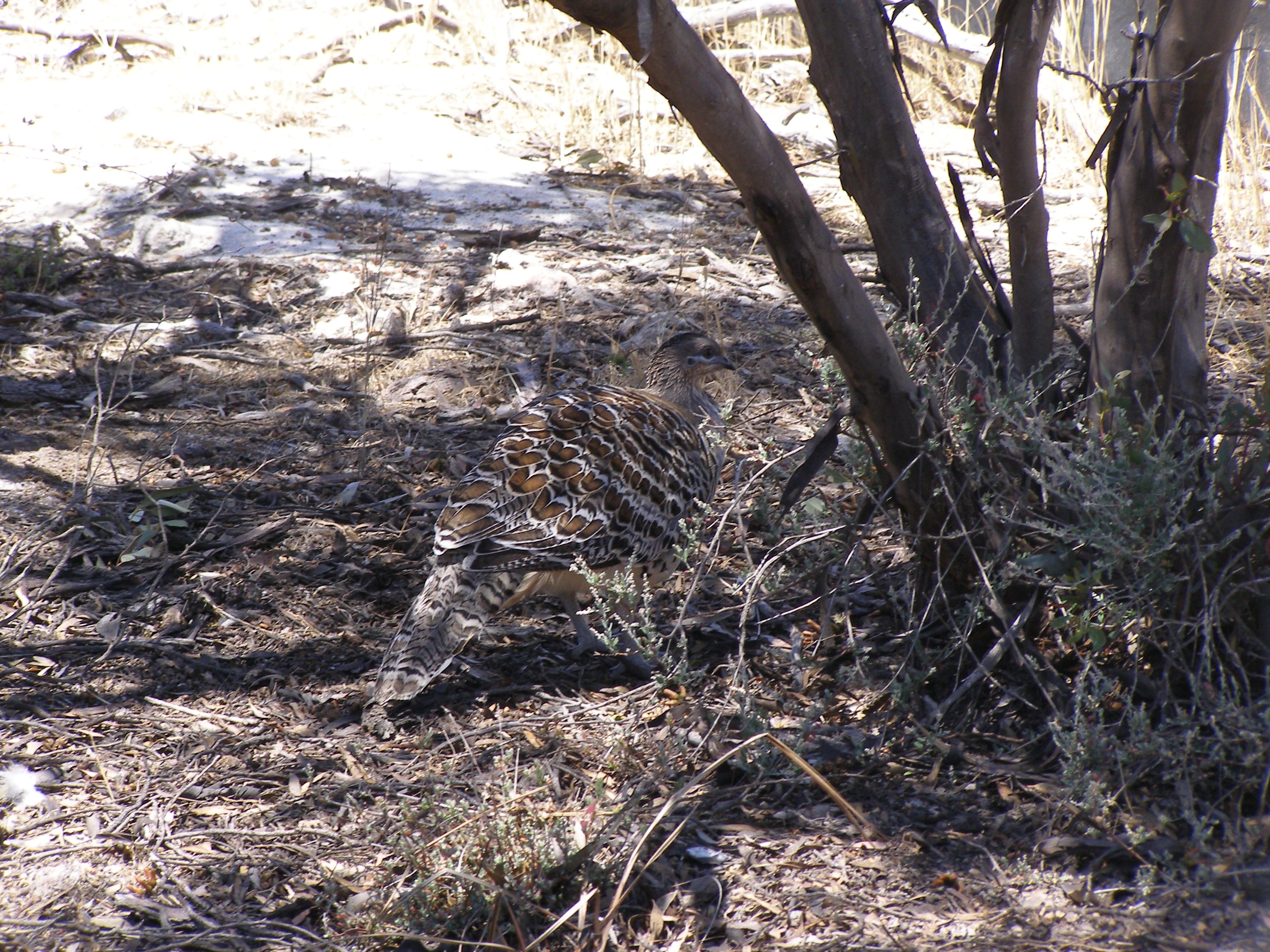
Замаскований великоніг

Наземний птах. Живиться комахами, насінням, ягодами, корінням тощо. Сезон розмноження починається у квітні-травні. Обидва партнери копають яму завглибшки 1 м і завширшки 3 м, і наповнюють її рослинним матеріалом. Як тільки незначні опади зволожать рослинний матеріал, самець покриває його шаром піску. Вологість зберігається завдяки ямі, а в результаті бродіння рослин виникає тепло. Вгорі купи споруджується ніша для яєць. Завдяки теплу, що виділяється при розкладанні рослин, і сонячним променям температура всередині досягає приблизно 33 °C. Самець щодня місяцями перевіряє температуру своїми рецепторами на дзьобі та регулює її, додаючи або збавляючи землю. У вересні або жовтні в нішу відкладаються від 2 до 34 яєць. Через 49—96 днів з'являються курчата. Вони відразу стають самостійними, а через один день вже можуть перелітати на невеликі відстані. Дорослі птахи більше не дбають про пташенят.